# Siergiej Woronin
Siergiej Woronin (ros. Сергей Воронин, ur. w 1962 r.) – radziecki kolarz szosowy, brązowy medalista mistrzostw świata.

## Kariera
Największy sukces w karierze Siergiej Woronin osiągnął w 1982 roku, kiedy wspólnie z Olegiem Łogwinem, Jurijem Kaszyrinem i Ołehem Czużdą zdobył brązowy medal w drużynowej jeździe na czas na mistrzostwach świata w Goodwood. Był to jednak jedyny medal wywalczony przez niego na międzynarodowej imprezie. W tej samej konkurencji Woronin zdobył też złoty medal na mistrzostwach świata juniorów. Ponadto w 1982 roku wygrał włoski Giro d'Abruzzo, a w latach 1981 i 1984 zdobywał mistrzostwo Związku Radzieckiego w drużynowej jeździe na czas. Nigdy nie wystąpił na igrzyskach olimpijskich. 